# 青空スタンバイ
『青空スタンバイ』（あおぞらスタンバイ）は、小島一将による日本の漫画。『月刊少年チャンピオン』（秋田書店）にて連載された、高校生のテニス大会をテーマにしたスポーツ漫画である。小島一将の最後の少年誌連載作品で、テニス大会で勝ち進んでいくストーリーだが、準決勝および決勝戦の一部が飛ばされるなど、後半が駆け足になり物語が終わっている。

## あらすじ
高校生の瀬川諒は通う大和学園の硬式テニスでレギュラーとなり、県大会のシルバーカップに出場する。対戦相手の高校は奇妙な連中ばかりだが、優勝めざして勝ち進んでいく。

## 登場人物
瀬川諒（せがわ りょう）
主人公。大和学園の硬式テニス部レギュラー。親が仕事で不在のため、幼馴染のまどかの家に下宿している。高校生テニスの県大会に出場する。
栗原まどか（くりはら まどか）
硬式テニス部の女子部員。主人公と仲が良い。
新藤直樹（しんどう なおき）
硬式テニス部に新入部員として入りいきなりレギュラーとなる。主人公のライバル。
ジョン
軽井沢のテニス合宿で出会ったアメリカン・スクールの高校生。プロのテニス選手を目指している。
キャシー
同じくアメリカン・スクールの高校生。ジョンとペアで諒・まどか組とダブルスの練習試合をする。
牛島虎吉（うしじま とらきち）
硬式テニス県大会の1回戦の諒の対戦相手。大門高校の主将。学ランを着用している。
山村（やまむら）
大門高校の副将で参謀格。眼鏡をかけたずんぐりむっくりのデブ。ボールを相手の体めがけてぶつけるリターンで攻めたてる。
毒島一郎（ぶすじま いちろう）
2回戦の諒の対戦相手。神山高校の主将。スキンヘッドで毒島兄弟の長兄。雨や泥の中でのテニスを得意としている。
毒島二郎（ぶすじま じろう）
2回戦の新藤の対戦相手。毒島兄弟の次兄。アクロバット回転レシーブの使い手。
毒島三郎・四郎（ぶすじま さぶろう・しろう）
2回戦のダブルスの相手。毒島兄弟の三男と四男。絶妙のコンビによる連携プレイを見せる。
西海高校（さいかいこうこう）庭球部
準決勝の相手。大和学園に負けたことがアナウンスされるのみで、作中人物としては登場しない。
白明館高校（はくめいかんこうこう）の副将
決勝戦の新藤の対戦相手。新藤に勝ったことがアナウンスされるのみで、作中人物としては登場しない。
香月勲（こうづき いさお）
決勝戦の諒の相手。白明館高校の主将。優勝候補で長髪。計算されたような緻密なプレイが売り。

## 書誌情報
- 『青空スタンバイ』小島一将 （1982年 双葉社 100てんランドコミックス）ISBN 978-4547488552